# UHC Salzburg
Der UHC Salzburg ist ein Handballverein aus Salzburg.

## Geschichte
Der UHC Salzburg wurde 1946 als Sektion der Union Salzburg durch Heinz Schirmer, der auch erster Sektionsleiter des Vereins war, gegründet. Nachdem in der Feldhandballmeisterschaft einige Erfolge verzeichnet werden konnten, beteiligte sich der UHC Salzburg auch am Hallenhandball und sicherte sich zweimal die in Turnierform ausgetragenen Staatsmeisterschaft. Der Verein war 1970 auch Gründungsmitglied der neu eingeführten Handball-Staatsliga, die er nach zwei Vizemeistertiteln 1972 mit dem Meistertitel abschloss.
1974 wurde aus der einstigen Sektion ein eigenständiger Verein und nannte sich auf Wunsch des Sponsors „HC Teiml & Spitzy Bau AG“. Dr. Ernst Dioszeghy wurde zum ersten Obmann des neuen Vereins gewählt. Nachdem der Verein 1978 in die Staatsliga B absteigen musste, wurde 1980 die „Spielergemeinschaft Hypo Bank UHC/SAK“ gegründet. Diese sollte nur zwei Jahre halten, denn 1982 musste der Verein aufgelöst werden. Von Verein blieb nur mehr die Jugendmannschaft, die wieder als Sektion in den Union Stadtverein integriert wurde.
Erst als 1989 mit der Salzburger Landes-Hypothekenbank und der Casinos Austria AG neue Sponsoren gewonnen werden konnten, erlebte der UHC Salzburg einen neuen Aufschwung. Nachdem 1990 bis 1992 drei Salzburger Landesmeistertitel geholt wurden, gelang 1992 die Qualifikation für die Staatsliga B. Dabei kam den Salzburgern allerdings die Auflösung des HSV Wien zugute. 1993 stieg die Lattella GmbH als neuer Hauptsponsor ein und der Verein erreichte mit dem vierten Platz in der Staatsliga B einen unerwarteten Erfolg. Nur ein Jahr danach stand der Verein ohne Sponsor da, wodurch er in arge finanzielle Probleme schlitterte und die Teilnahme an der Staatsliga B nicht mehr möglich war. Dank der guten Jugendarbeit gelang dem UHC Salzburg bereits 1995 durch den Gewinn des Salzburger Landesmeistertitels wieder der Aufstieg in die zweithöchste Spielklasse, die nunmehr Zweite Bundesliga hieß. 
In der Saison 1999/2000 geriet die Handballsektion in große finanzielle Schwierigkeiten, in deren Folge 2001 der Abstieg aus der Zweiten Bundesliga erfolgte. Erst 2002 konnten diese Probleme überwunden und die Handballsektion schuldenfrei gemacht werden. Seitdem nimmt der UHC Salzburg an der Oberösterreichischen Handball-Landesliga sowie an der Salzburger Handball-Landesliga, die er klar dominiert, teil.
In der Regionalliga West wurde in der Spielzeit 2008/2009 der dritte Platz erreicht und in der Saison 2009/2010 um 2 Tore, im direkten Vergleich mit der SK Pastl Traun, der Westligasieg verpasst.
Ab der Saison 2012/13 lief die erste Mannschaft in der Bezirksliga des Landesverbandes Bayern auf. 2018/19 stieg das Team in die Bezirksoberliga auf.
Dank einer Reform der Handball-Ligen in Österreich, welche eine Erweiterung der ersten und  eine Teilung und Erweiterung der zweiten Leistungsstufe enthielt, konnte der UHC Salzburg in der Saison 2021/22 an der HLA Challenge teilnehmen. Der Grunddurchgang wurde genauso wie das Abstiegsplayoff am vorletzten Tabellenplatz beendet, womit zumindest der Klassenerhalt erreicht wurde.

## Erfolge
- Österreichischer Meister im Hallenhandball 1968, 1969, 1972
- Österreichischer Vizemeister im Hallenhandball 1965, 1966, 1970, 1971, 1974

## Bekannte Spieler
- Matthias Klampfer (Nationalspieler 1965, 1 Einsatz)
- Peter Bogenhuber (Nationalspieler 1966–1974, 14 Einsätze)
- Erlenbusch (Nationalspieler 1969–1971, 3 Einsätze)
- Anton Ledl, Tormann (Nationalspieler 1969–1977, 39 Einsätze)
- Fabian Posch (Nationalspieler 2009 - , 15 Einsätze, A1 Bregenz Handball)
- Christian Aigner (ULZ Sparkasse Schwaz)